# Трагическая охота
«Трагическая охота» (итал. Caccia tragica) — итальянский фильм-драма с элементами боевика режиссёра Джузеппе Де Сантиса 1947 года.

## Сюжет
Послевоенная Италия, Эмилия-Романья. Сельские жители, сильно пострадавшие от недавней войны, понемногу пытаются восстанавливать свои хозяйства. Их надежда — деньги, которые должны прибыть на грузовике. Но шайка бандитов во главе с бывшей коллаборционисткой Даниэле совершает налёт на автомобиль и похищает все средства. Жители вынуждены на время отложить личные разногласия и мелкие проблемы, чтобы найти бандитов и вернуть себе деньги.

## В ролях
- Виви Джои — Даниэле
- Андреа Кекки — Альберто
- Карла Дель Поджо — Джованна
- Массимо Джиротти — Микеле
- Витторио Дузе — Джузеппе
- Фолько Лулли —  фермер

## Награды и номинации
| Год  | Премия                                    | Категория                         | Имя                | Результат |
| ---- | ----------------------------------------- | --------------------------------- | ------------------ | --------- |
| 1947 | «Золотой лев» Венецианского кинофестиваля |                                   | Джузеппе Де Сантис | Номинация |
| 1948 | «Серебряная лента» Союза киножурналистов  | Лучший режиссёр                   | Джузеппе Де Сантис | Победа    |
| 1948 | «Серебряная лента» Союза киножурналистов  | Лучшая женская роль второго плана | Виви Джои          | Победа    |